# (98825) Maryellen
(98825) Maryellen est un astéroïde de la ceinture principale découvert par E. E. Sheridan le 27 décembre 2000. Sa désignation provisoire est 2000 YF139.
Le nom de Maryellen vient de celui de Mary Ellen Craven, la compagne et partenaire de son découvreur.